# Leichtstahlwagen (SBB)

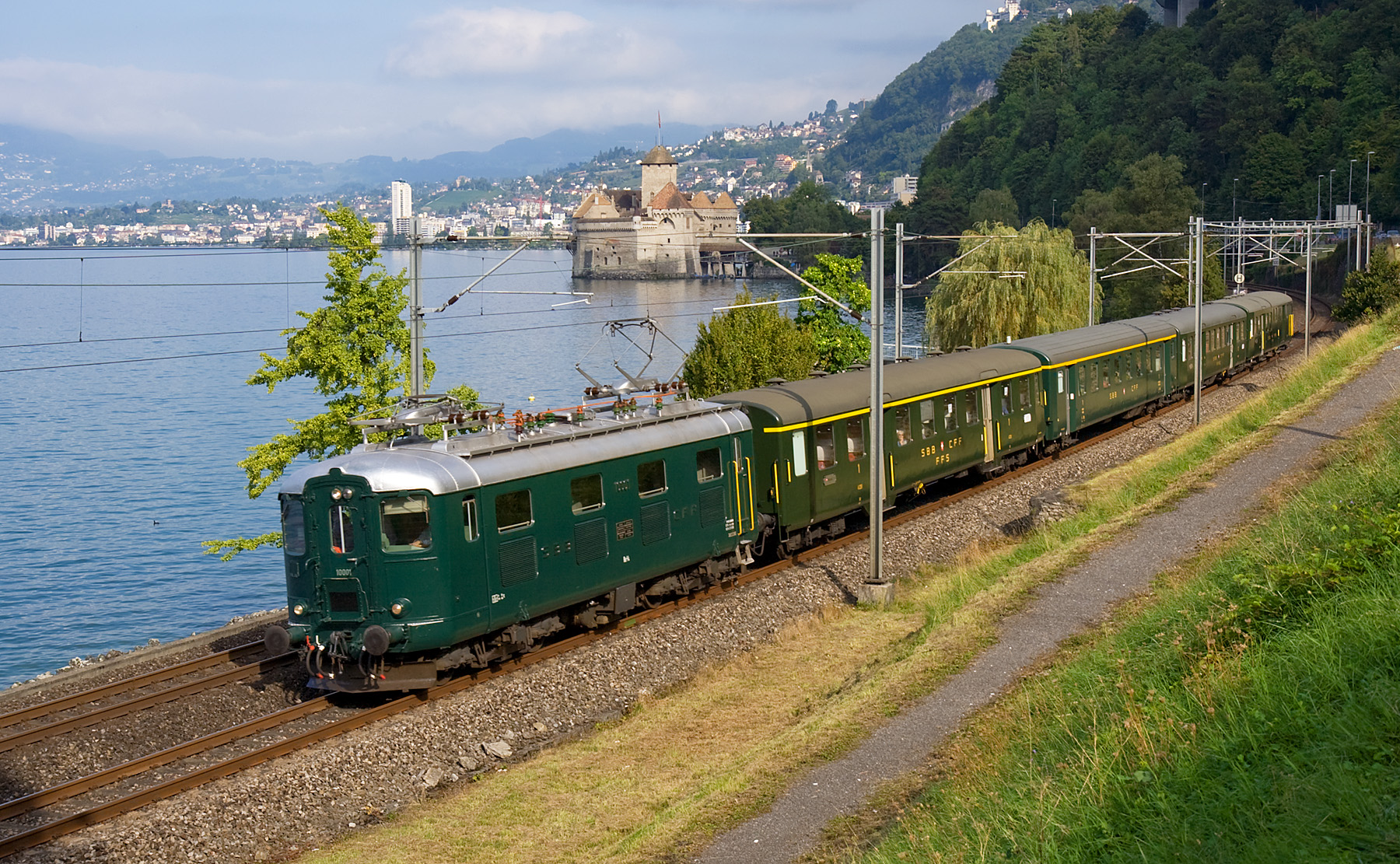
Museumszug mit Lokomotive der Reihe Re 4/4 und drei Leichtstahlwagen (erster, dritter und Steuerwagen)

Die Leichtstahlwagen waren eine Wagengattung der Schweizerischen Bundesbahnen (SBB). Die 25 bis 30 Tonnen schweren vierachsigen Leichtstahlwagen prägten das Bild der SBB von den 1930er bis in die 1990er Jahre. Es wurden gut 1000 Leichtstahlwagen gebaut.

## Vorgeschichte

### Entwicklung
Die Weltwirtschaftskrise der 1930er Jahre führte zu einem Umdenken im Bau von Personenwagen. Zur damaligen Zeit waren schwere Stahlwagen mit einer Masse von 40–45 Tonnen üblich. Das Sitzplatzangebot betrug dabei, je nach Klasse, etwa 40 bis 80 Sitze. Nach 1932 setzte ein grosser Rückgang im Eisenbahnverkehr ein. Gegenmassnahmen in allen Bereichen waren bei den Schweizerischen Bundesbahnen zu treffen. Die Wirtschaftlichkeit des Betriebes musste erhöht werden. Insbesondere nahm auch langsam der einsetzende Autoverkehr und damit das Erscheinen der ersten Reisebusse den Bahnen zusätzlich Passagiere weg.
Im Personenverkehr waren Fahrplanverdichtung und das Auflockern der schweren Reisezüge, das zu vielen und langen Zwischenhalten führte, gefragt. Durch das Gelände bedingt ist das Netz der SBB sehr kurvenreich, was viele Geschwindigkeitsbeschränkungen zur Folge hat. Die SBB versprachen sich durch leichtere Personenwagen günstige Auswirkungen auf die Fahrzeiten. Mit weniger Masse kann schneller beschleunigt werden. Wegen des geringeren Achsdrucks können höhere Kurvengeschwindigkeiten zugelassen werden. Dadurch kann die Fahrzeit teilweise erheblich verkürzt werden. Allerdings galt zu damaliger Zeit der Grundsatz, dass guter Fahrkomfort nur durch die Massenträgheit und damit möglichst schwere Wagen gewährleistet werden konnte.

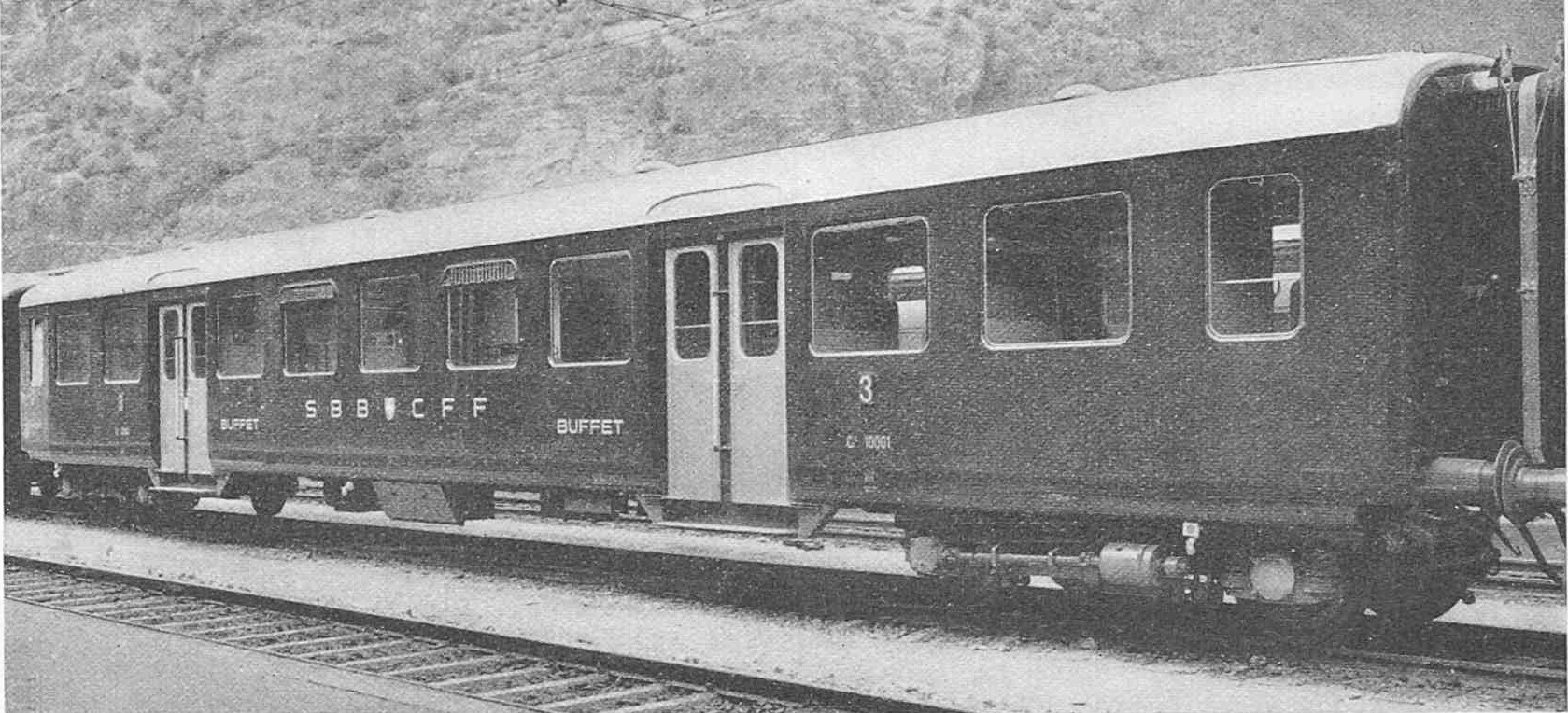
Prototyp-Leichtstahlwagen Cr4ü 10001, einem Buffetwagen mit zwei Drittklassabteilen. Die Ausführung der Türen unterschied sich von der Serienausführung.

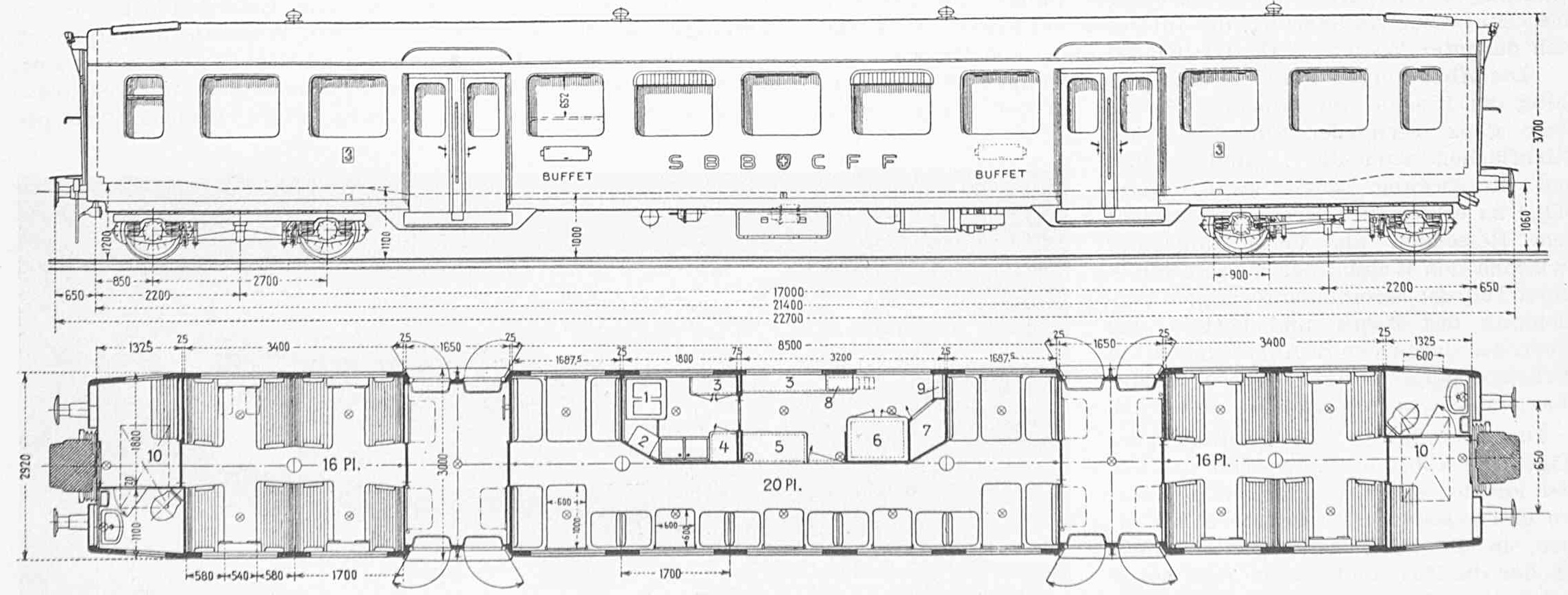
Typenskizze des Buffetwagens Cr4ü 10001
1 Elektrischer Herd, 2 Boiler 50 Liter. 3 Tisch und Kasten, 4 Kleiderschrank, 5 Essensausgabe, 6 Kühlschrank, 7 Wäsche und Besteck, 8 Gläser, 9 Schalterschrank, 10 Wassertank 220 Liter

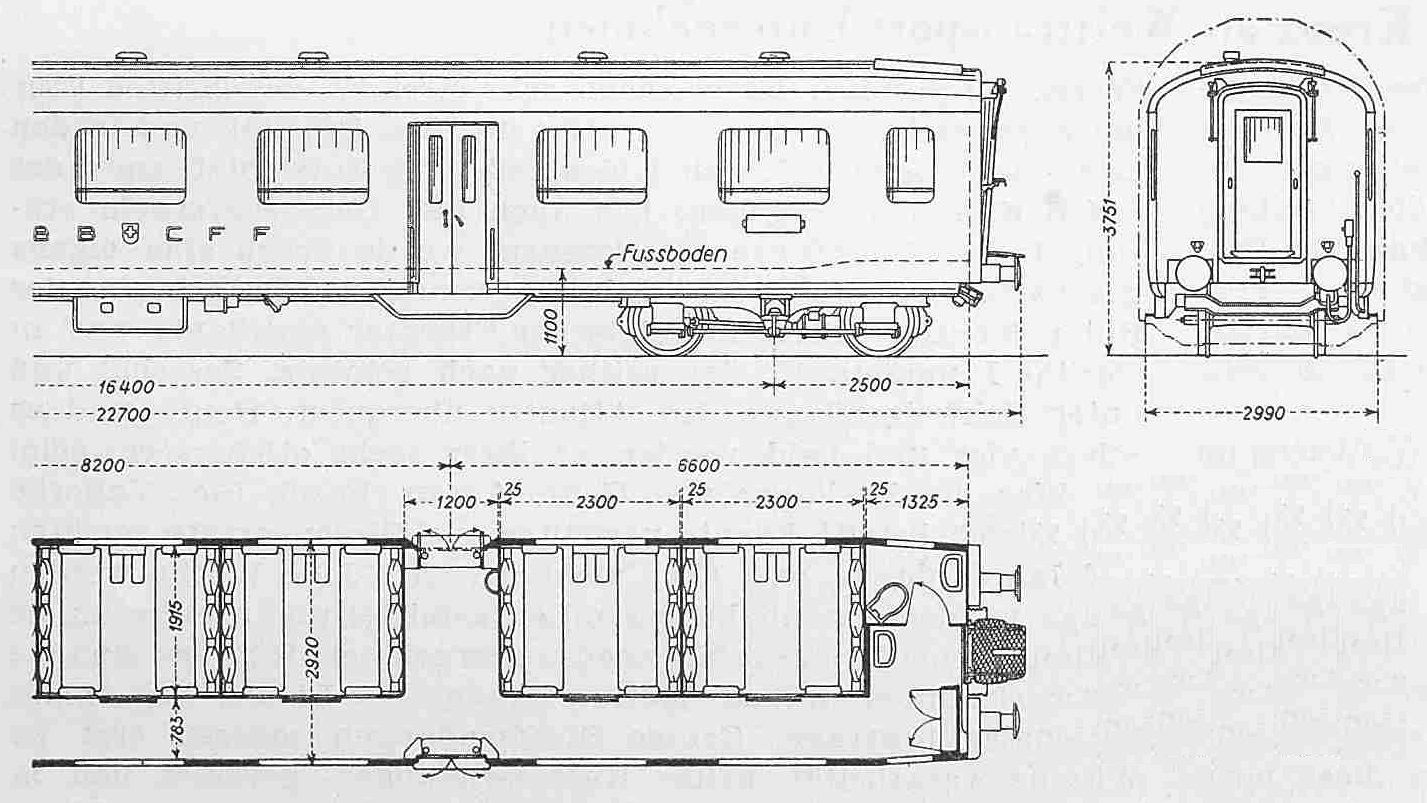
Typenskizze des Erst-/Zweitklass-Abteilwagens, erbaut von der Schweizerischen Industrie-Gesellschaft (SIG).

Der Auftrag einer Studie für eine neue Wagenserie mit verminderter Wagenmasse gegenüber den schweren Stahlwagen, die 40–45 t wogen, einer um 5 km/h höheren Kurvengeschwindigkeit bei gleichbleibendem oder verbessertem Komfort erteilte der Zugförderungs- und Werkstättendienst der SBB im Jahre 1932 an die Schweizerische Wagons- und Aufzügefabrik (SWS) in Schlieren. Mit dem Auftrag lag ein Grundkonzept des Obermaschineningenieurs der SBB, Walter Müller, und dessen Sektionschef für den Wagenbau, Fritz Halm, vor. Diese konnten die SWS, insbesondere den technischen Direktor Karl Füchslin und den Chefkonstrukteur Robert Müller mit ihrer Idee überzeugen. Karl Füchslin führte die statischen Berechnungen durch, eine zur damaligen Zeit aufwendige Arbeit. Robert Müller war der Konstrukteur.
Der 80-plätzige Drittklasswagen durfte eine Masse von 25 Tonnen nicht überschreiten. Diese Forderung galt für damalige Verhältnisse als äusserst futuristisch. Die Masseverminderung durfte dabei die Solidität des Wagens nicht beeinträchtigen. Wegen des aufkommenden Autoverkehrs durfte im Hinblick auf den Reisekomfort keine Verschlechterung zugelassen werden, es war sogar eine Verbesserung gewünscht. In einer Zeit, in der Wagen aus einem Rahmen mit darauf aufgebautem Kasten bestanden, erschienen die Forderungen utopisch. Es kam deshalb auch Kritik von verschiedenen Seiten. Das Wagnis gelang aber und die Leichtstahlwagen wurden zu einem vollen Erfolg. 1935 wurde der Wagenkasten des ersten Prototyps fertiggestellt. Beim ersten Einsatz des Vorserientyps ab Fahrplanwechsel 1937 zeigte sich, dass alle Forderungen erfüllt bzw. sogar übertroffen wurden. Die Leichtstahlwagen hatten bei Auslieferung eine Höchstgeschwindigkeit von 125 km/h. Auf den 1. Januar 1969 wurde diese auf 140 km/h erhöht. Leichtbauwagen mit offenen Plattformen für Nebenbahnen dagegen hatten eine Höchstgeschwindigkeit von 100 km/h.
Das Konzept der Leichtstahlwagens bildete die Grundlage des Waggonbaues für die schweizerischen Bahnen, und dies bis in die 1970er Jahre. Nach dem Zweiten Weltkrieg bestand bei vielen schweizerischen Normal- und Schmalspurbahnen der Bedarf der Erneuerung des Wagenparks. Das Konzept der konsequenten Einhaltung der leichten Stahlbauweise – eigentlich muss man von Wagen in leichter Stahlbauweise sprechen, Leichtstahlwagen ist faktisch gesehen der falsche Ausdruck – kam neben der SBB auch bei den meisten normal- oder schmalspurigen Bahnen zur Anwendung. In der Folge entstanden, aufbauend auf dem gleichen Konzept, die Einheitswagen der schweizerischen Bahnen. Die Leichtstahlwagen der SBB wurden in total 1163 gebaut. Ab 1983 wurden sie ausrangiert. Dies war 1998 für die Personenwagen abgeschlossen, einige Gepäckwagen fuhren noch bis 2001.

## Leichtschnellzüge mit schwerem Wagenmaterial
Am 15. Mai 1936 führten die SBB die zwei Zugpaare 5/27 und 6/27 zwischen Zürich und Genf ein. Die ersten Leichtstahlwagen waren damals noch in Konstruktion. Diese Züge hatten verkürzte Fahrzeiten und hielten nur in Bern und Lausanne. Gegenüber rund fünf Stunden verkürzte sich die Reisezeit auf nur noch 3 Stunden 25 Minuten. Die Durchschnittsgeschwindigkeit zwischen Genf und Lausanne betrug 97 km/h. Als Reisegeschwindigkeit über die ganze Strecke ergaben sich 84 km/h. Diese Fahrzeiten wurden durch die nachfolgend aufgelisteten Massnahmen erreicht:
- Steigerung der Höchstgeschwindigkeit auf 110 km/h (durch Erhöhung der vmax bei den Ae 3/6I ab Nummer 10637 auf 110 km/h)
- Anhebung der Kurvengeschwindigkeit um 5 km/h
- Reduktion der Zugmasse auf 150 t zwecks rascher Beschleunigung nach Geschwindigkeitsbeschränkung

Dies war die Geburt der sogenannten Städteschnellzüge, damals allerdings noch als Leichtzüge oder Leichtschnellzüge bezeichnet. Eine solcherart zusammengesetzte Komposition durfte dabei eine Gesamtmasse bei der Anhängelast von 150 t nicht überschreiten. Die Züge wurden dabei jeweils aus den neusten Wagen der schweren Stahlbauart zusammengesetzt.
Der Zug bestand aus einem vierachsigen Wagen B4ü, zwei vierachsigen C4ü und einem dreiachsigen Gepäckwagen F3ü. Für diese speziellen Einsätze musste die Bremsanlage angepasst werden. Der Bremsdruck wurde von 5 at auf 6 at erhöht. Das Atelier des Charmilles in Genf entwickelte dazu die R-Bremse (R=Rapid), die bei einer Geschwindigkeit über 80 km/h erhöhten Klotzdruck erzeugt und denselben bei einer Geschwindigkeit unter 40 km/h wieder reduziert, da sonst die Gefahr des Gleitens der Räder bestehen würde. Mit dieser Einrichtung konnten die Bremswege um fast 15 Prozent verkürzt werden. Auch beim Wagenlauf mussten Anpassungen wegen der höheren Geschwindigkeiten vorgenommen werden. Die Wiegenpendel der B4ü wurden auf 300 Millimeter gekürzt und schräg aufgehängt und das Seitenspiel wurde auf 45 Millimeter erweitert. Die Achsbüchsführungen der C4ü mussten durch eine neue Ausführung ersetzt werden, um die Abnützung zu reduzieren. Bei den meisten Wagen wurde die Neigung der Laufflächen der Radsätze auf 1/40 anstatt 1/20 umprofiliert. Versuchsfahrten zwischen Schlieren und Wettingen zeigten, dass die getroffenen Massnahmen richtig waren und einem betriebsmässigen Einsatz nichts mehr im Wege stand.
Das Führen eines Restaurationsbetriebes wurde als notwendig erachtet, aber ein zusätzlicher Speisewagen konnte wegen der beschränkten Zugmasse nicht mitgeführt werden. Die Passagiere wurden deshalb an ihren Sitzplätzen aus einer Küche verpflegt. Diese befand sich in einem abgetrennten Bereich der Gepäckwagen F3ü auf einer Fläche von 2,1 × 2,7 m. Die recht umfangreichen Kücheneinrichtungen wurden über eine fliegende Leitung direkt von der 220-Volt-Anzapfung des Lokomotivtransformators gespeist. Die recht gefährliche Anlage wurde später durch einen 1000/220 Volt-Transformator unter dem Wagenboden ersetzt, der über die Heizleitung mit Strom versorgt wurde.
Das Konzept dieser Züge war ein Erfolg. Die Züge waren schon am dritten Tag nach Inbetriebnahme vollbesetzt, ohne dass dadurch eine Verkehrsabnahme in den anderen Zügen erfolgte. Zwischen Zürich und Bern musste dabei auch schon bald, unter Inkaufnahme der Überschreitung der Gesamtmasse von 150 t, ein weiterer C4ü und manchmal sogar noch ein BC4ü beigestellt werden.
Überzeugt vom Konzept dieser Städteschnellzüge entschlossen sich deshalb die SBB in einem gewagten Schritt, die in Entstehung begriffenen Leichtstahlwagen nicht im Nahverkehr, sondern für die Bildung solcher Schnellzüge einzusetzen.

## Technik

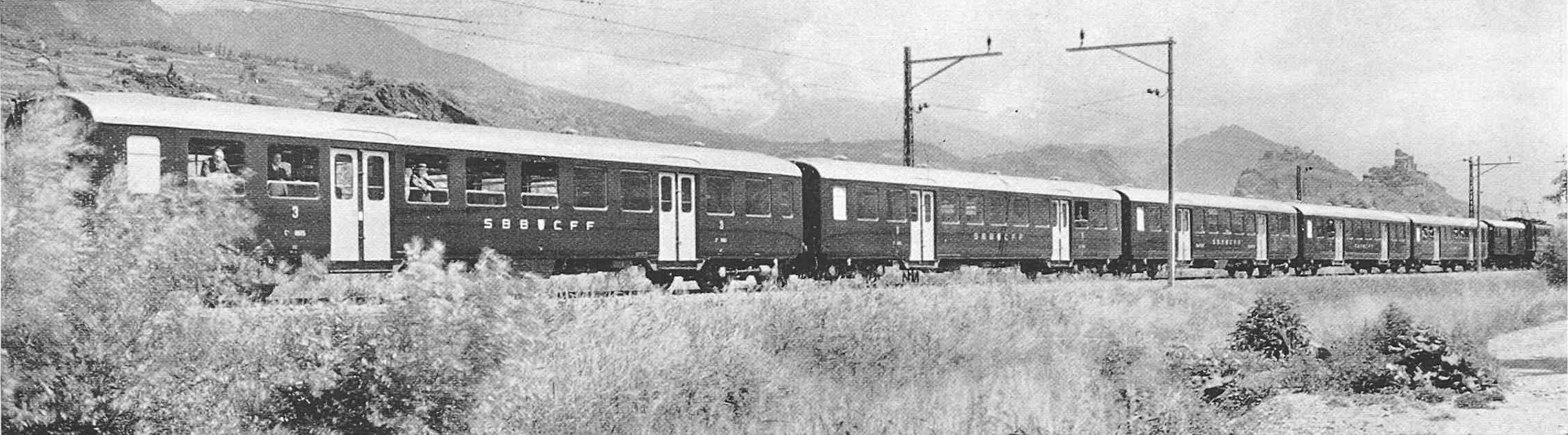
Leichtstahlwagen-Prototypzug auf einer Versuchsfahrt im Wallis bei Sitten.

Zum Fahrplanwechsel im Juni 1937 wurden die ersten acht Leichtstahlwagen in Betrieb gesetzt. Es handelte sich dabei um fünf Drittklass-Wagen (den Prototyp C4ü 9601 und die Vorserientypen C4ü 9602–9605), zwei Zweitklass-Wagen B4ü 4101–4102 und den Buffet-Wagen mit Dritte-Klasse-Abteilen Cr4ü 10001. Sie wurden von Anfang an im Städte-Leichtschnellzugpaar 6/27 Zürich–Genf–Zürich eingesetzt. Geführt wurde der Zug von einer Ae 3/6I 110. Sie ersetzten das schwere Wagenmaterial des Leichtschnellzuges von 1936.
Mit der für die Zuggattung festgelegten Zugmasse von 150 Tonnen konnten wegen der geringeren Wagenmasse ein bis zwei Wagen mehr eingestellt werden, was sich auf Platzangebot auswirkte. Leichtstahl-Gepäck-/Postwagen standen zu diesem Zeitpunkt noch nicht zur Verfügung. Deshalb kam, wie bei den Leichtschnellzügen mit schwerem Wagenmaterial, wieder ein verfügbarer F3ü zum Einsatz. In diesem wurde eine provisorische Posteinrichtung eingebaut. Die Leichtstahlwagen wurden weiter auch in den Zügen 210 und 215 Basel–Lausanne–Basel über Delémont eingesetzt.

### Grundprinzip
Das Pflichtenheft war umfangreich. Deshalb ist nicht erstaunlich, dass die Vorarbeiten und Erprobungen lange dauerten. Mit Auftragserteilung 1932 und Inbetriebsetzung 1937 vergingen fünf Jahre. Da mit der Konstruktion dieser Wagen absolutes Neuland betreten wurde, kann aber festgestellt werden, dass es sich um eine Meisterleistung aller Beteiligten handelte, ein Konzept zu entwickeln, das den Bau von Eisenbahnwagen in der Schweiz über Jahrzehnte nachhaltig prägen sollte.

#### Masseverminderung

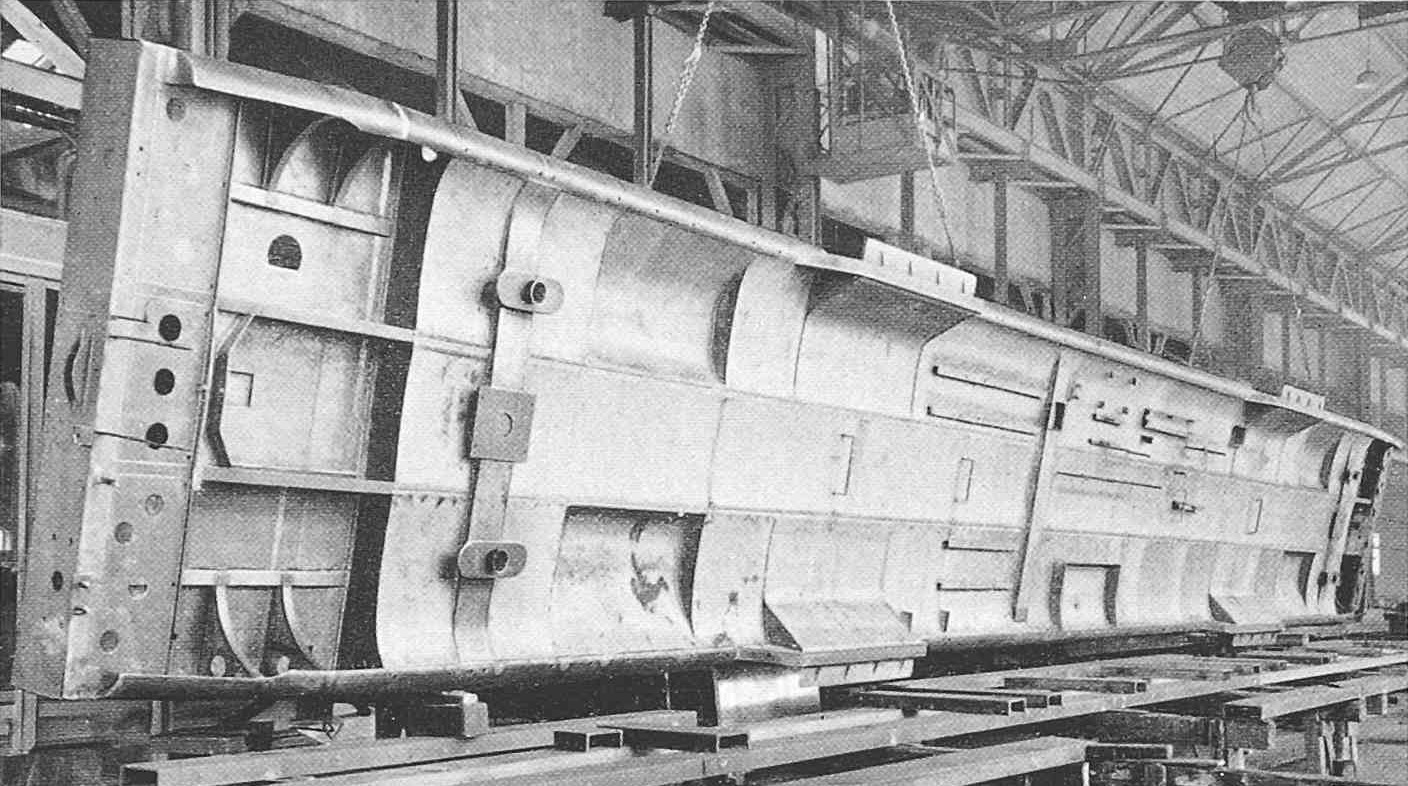
Untersicht des aus 2-mm-Stahlblech geschweissten Wagenbodens.

Die schweren Stahlwagen waren alle genietet. Durch die konsequente Anwendung der Schweisstechnik konnte die Masse schon stark vermindert werden. Diese Einsparung war aber noch nicht genug. Die Automobilindustrie diente dabei als Vorbild. Hier war man auf die Konstruktion von selbsttragenden Karosserien übergegangen. Mit dieser Massnahme konnte auf ein besonderes Chassis verzichtet werden. Bei den schweren Stahlwagen wurde die Tragfunktion durch ein schweres Untergestell übernommen. Der darauf aufgebaute Kasten mit seinem Gerippe hatte nur einen kleinen statischen Einfluss.
Die fundamentale Neuerung bestand bei den Leichtstahlwagen darin, dass auf ein Untergestell verzichtet wurde. Der ganze Wagen bildete ein selbsttragendes, mehr oder weniger rechteckiges Rohr. Alle Kastenteile (Boden, Seiten- und Stirnwände und Dach) bildeten eine als Ganzes wirkende Tragkonstruktion. Neben dem Verzicht auf das Untergestell führte auch die wesentlich grössere statische Höhe zu einer erheblichen Massenreduktion. Dazu führten auch neuartige Schweisstechniken und die generelle Anwendung von, wo immer möglich, leichten Materialien zu einer beachtlichen Masseneinsparung. Verglichen mit den vorhandenen Wagen ergaben sich bei einer Masse von 25 t (Prototyp) beziehungsweise 27–29 Tonnen (Vorserien- und Serienfahrzeuge) Einsparungen von 27 Prozent gegenüber der geschweissten und 36 Prozent gegenüber der genieteten Konstruktion, und dies trotz einer um zwei Meter grösseren Länge.
Ähnliche Wege gingen damals die französischen Nordbahnen ab 1928, allerdings nicht in diesem grossen Masse. Die Schweizer Industrie und die SBB können damit als Pioniere des extremen Leichtbaus von Personenwagen betrachtet werden. Neben der aussergewöhnlich sparsamen Verwendung von Rohmaterial wurden auch andere Komponenten genau untersucht. So wurde auch ein neues Drehgestell entwickelt, das neben der leichten Bauart auch hohle Achsen und Räder mit dünneren, gewellten Radscheiben enthielt.

#### Aufbau und Wagenhülle
Die Gestaltung des Grundrisses wurde beeinflusst von Anwendungen in Frankreich. Für den Vorortverkehr in Paris wurden Wagen eingesetzt, die Einstiege mit Doppeltüren in den Drittelspunkten aufwiesen. Damit konnte eine bessere Verteilung der Einstiege über den ganzen Zug erreicht werden. Dieses Konzept wurde übernommen, da die neuen Wagen vor allem die vorhandenen Zwei- und Dreiachser im Personenzugverkehr ersetzen sollten. Dass die Wagen erst 30 Jahre später im Regionalverkehr auftauchten, war damals nicht geplant.

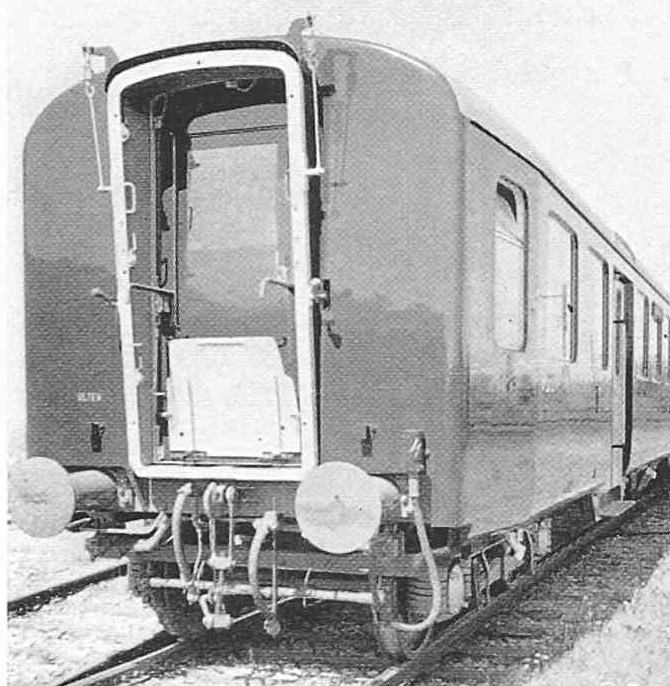
Stirnwand eines Leichtstahlwagens mit Faltenbalgübergang.

Die Anordnung in den Drittelspunkten ergab aber dazu noch die Möglichkeit, die Höhe des Wagenbodens im Bereich der Einstiege zu senken, was für den Komfort beim Einsteigen zuträglich war, da zu damaliger Zeit die Perrons der schweizerischen Bahnen nicht sehr hoch waren. Viele Stationen auf dem Lande hatten sogar gar keine Perrons. Es konnte mit dieser Absenkung des Wagenbodens im Mittelbereich eine Treppenstufe eingespart werden. Der Mittelbereich der Wagen war dabei in gleicher Höhe wie die Einstiegplattformen; die Endbereiche konnten über kurze Rampen erreicht werden, da sie wegen der Drehgestelle mit ihren Radsätzen und für die Unterbringung der Zug- und Stossvorrichtungen um ungefähr 10 Zentimeter höher gestaltet werden mussten. Eine weitere Rampe befand sich an den Wagenenden, da für die Wagenübergänge die international einheitliche Höhe von 1'210 Millimeter eingehalten werden musste. Durch diese Massnahmen konnte die Wagenhöhe auch um rund 150 Millimeter verringert werden.
Die Drittelanordnung hatte zudem den Vorteil, dass die Drehgestelle weit aussen an den Wagenenden platziert werden konnten. Damit wurde die «geführte Länge» der Wagen vergrössert, was nach damaligen Erkenntnissen einen ruhigeren Lauf ergab. Der durch die niedrige Konstruktion erreichte tiefere Schwerpunkt hatte weiteren Einfluss auf den ruhigeren Wagenlauf. Die Gleichheit der Wagen für die dritte und die zweite Klasse wurden als wichtig erachtet. Deshalb hatten beide Wagentypen der Vorserie die Länge über Puffer von 22'700 Millimeter. Endbereiche, Fensterbreiten und Plattformen hatten die gleichen Abmessungen. Die Wagentypen wurden auch mit den gleichen Drehgestellen ausgerüstet. Der einzige Unterschied bestand im Fensterabstand, da die Sitzplatzweite bei den B4ü-Wagen 1'909–1'919 Millimeter, bei den C4ü aber 1'700 Millimeter betrug. Deshalb hat der C4ü im Mittelbereich ein Fenster mehr als der B4ü. Weitere Unterschiede bestanden in der Komfortausstattung zwischen den B4ü- und C4ü-Wagen. Durch die Plattformen in den Drittelspunkten konnte eine klare Trennung der Nichtraucher- und Raucherabteile erreicht werden, wobei sich die Raucherplätze an den Wagenenden befanden. Die Dreiteilung hatte auch Vorteile für die individuelle Lüftung und Heizung. Weiter bestand im Hinblick auf geplante gemischte Zweit- und Drittklass-Wagen BC4ü der Vorteil, dass die Einstiegverhältnisse – mit entsprechenden Aussenanschriften für Raucher/Nichtraucher – einfacher geregelt werden konnten. Die Anordnung konnte auch für den mittigen Einbau eines Buffet-Abteils genutzt werden. Analog zu dem Buffetwagen Cr4ü wurden später die Wagen C4ü 9602–9605 zu solchen umgebaut.
Die Verringerung des Luftwiderstands war ein weiteres Kriterium des Pflichtenhefts. Die Wagenenden wurden deshalb leicht angepfeilt (wegen der Lage der Drehgestelle weit aussen war dies hier nicht etwa eine Frage der Einhaltung des Lichtraumprofils wie bei den so genannten Hechtwagen). Es wurde auch darauf geachtet, die Seitentüren möglichst aussenbündig (ausser bei dem Prototyp C4ü 9601) anzuordnen. Das Gleiche galt für die Fenster. Die betriebstaugliche Konstruktion der Seitentüren verursachte dabei die grössten Probleme und es wurden viele verschiedene Varianten erprobt und teilweise nachher auch eingesetzt. Ein weiteres wichtiges Merkmal der Leichtstahlwagen, auch hier wieder mit Ausnahme des Prototyps C4ü 9601, war die Verlängerung der Wagenkasten über die Pufferbohle hinaus, um auch hier Verwirbelungszonen der Luft zu verkleinern. Die Wagenkästen waren im Standard-SBB-Grün gestrichen. Die Drehgestelle und der Unterboden erhielten einen Anstrich in Grau. Die Dächer waren aluminiumfarbig. Die Aussentüren waren aus Aluminium hergestellt und naturfarben belassen worden.

### Wagenkasten

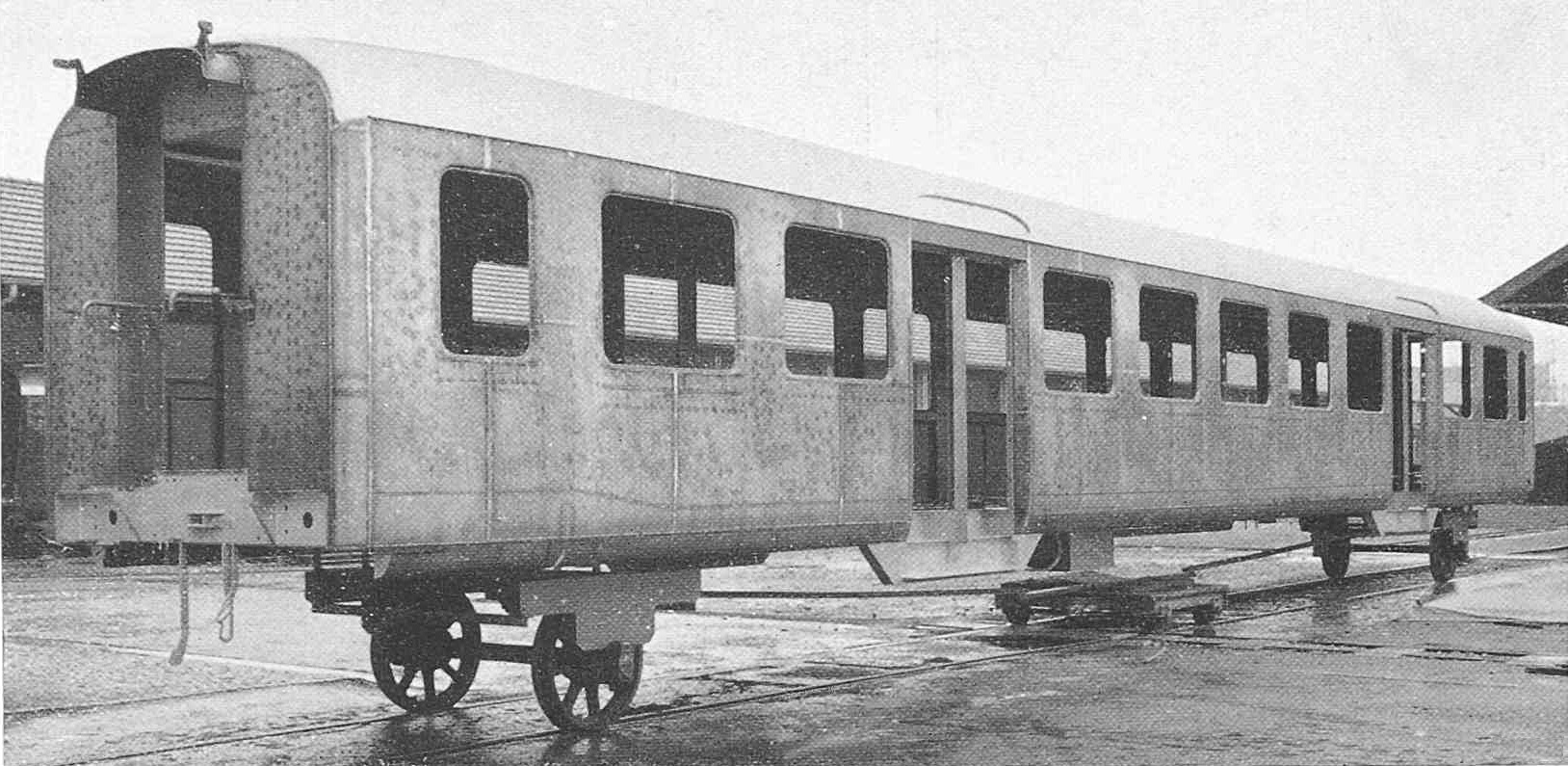
Im Rohbau fertiggestellter, selbsttragender Wagenkasten auf Stützrollen.

Die Hauptschwierigkeit beim Bau leichter Wagen war die Konstruktion des Wagenkastens. Er sollte möglichst leicht sein, aber trotzdem die im Betrieb auftretenden Kräfte aufnehmen können. Im weiteren mussten die Passagiere bei Entgleisungen oder Zusammenstössen weitgehend geschützt sein. Die Kastenkonstruktion wurde so gewählt, dass man auch die Seitenwände und die Dachkonstruktion als Tragelemente miteinbezog. Auf das schwere Untergestell mit den massiven Längsträgern und – vor allem bei älteren Konstruktionen – Unterzügen konnte so verzichtet werden. Boden, Wände und Dach bildeten, entsprechend ausgesteift, ein Vierkantrohr. Die Konstruktion besass so in jeder Richtung eine grosse Festigkeit. Die Widerstandskraft bei Unfällen wird von der ganzen Struktur elastisch aufgenommen. Eine nachfolgende plastische Verformung kann ohne Splitterwirkung erfolgen. Der Schutz der Reisenden war damit besser als in älteren Wagen.
Verwendet wurde der gewöhnliche Stahl St 37, der schon für die schweren, geschweissten Stahlwagen verwendet worden war. Die damals neue Lichtbogenschweissung erlaubte aber die Verwendung von wesentlich dünneren Stahlblechen. Damit konnte weitere Masseeinsparung erlangt werden. Durch die mit der neuen Schweisstechnik möglichen stumpfen Verbindungen wurde auch die Rostsicherheit wesentlich erhöht, da durch das weitgehende Fehlen von Überlappungen die Bildung von Rost durch Wasserablauf verhindert wurde. Für zusätzlichen Rostschutz diente auch die Legierung des Stahls, die 0,3 Prozent Kupfer enthielt.

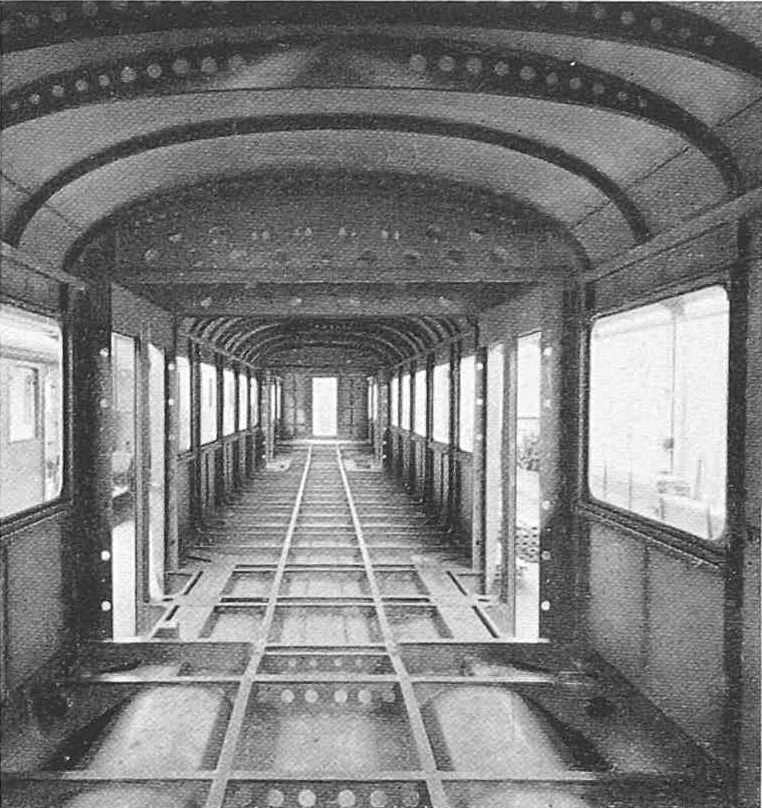
Blick ins Innere des Wagenkastens eines Leichtstahlwagens.

Die Berechnung des Kastens war zu damaliger Zeit Neuland. Aus diesem Grund wurde – nach Einzelversuchen – 1935 ein Versuchskasten gebaut. Dieser wurde später für den Prototyp C4ü 9601 weiterverwendet. Die Sektion Brückenbau der Generaldirektion der SBB beteiligte sich wesentlich an den Versuchen, da sich die angewendeten Prinzipien sehr an den Brückenbau anlehnten. Die Aussenhaut des Kastens war aus 2 mm dicken Stahlblechen aufgebaut. Diese wurden durch Längs- und Querrippen ausgesteift. Das Masse betrug nur 7 Tonnen. Die Vorgänger brachten da 14 Tonnen auf die Waage und waren dabei 2,30 Meter kürzer. Die Auswertung der Resultate dieser Versuche wurden zur Entwicklung einer angenäherten Berechnungsmethode für die weiteren Wagen genutzt.
Wegen der guten Resultate aus den Versuchen wurde das Konzept grundsätzlich für die Projektierung der weiteren Wagen übernommen. Die Bleche der Aussenhaut wurden mit 2,5 Millimetern etwas dicker gewählt, um die Aussteifungen sparsamer verwenden zu können. Aus diesem Grund hatte die Serienausführung glatte Seitenwände und auch unten gerundete Fenster. Der Prototyp C4ü 9601 erinnerte mit seinen Rippen in den Seitenwänden und den unten eckigen Fenstern noch sehr an die alten Stahlwagen der schweren Bauart. Für die Dach- und Bodenbleche wurde eine Stärke von 1,5 Millimeter beziehungsweise 2 Millimeter gewählt. Die Kastenenden waren nicht mehr so stark gepfeilt. Die Kasten erhielten bei den Serienmodellen auch einen Überhang über die Pufferbohle hinaus, um die Verwirbelung der Luft zu verringern. Damit verbunden war auch ein besseres optisches Bild, das die Form eines ganzen Zugs anstatt einzelner, zusammengestellter Wagen vermittelte. Durch die getroffenen Massnahmen erhöhte sich die Masse – je nach Wagentyp – auf 27–29 t.

### Seitentüren
Anspruchsvoll war die Konstruktion der seitlichen Wagentüren, die gegensätzlichen Anforderungen zu genügen hatten. Die geschlossenen Türen sollten zur Verringerung des Luftwiderstands und als Voraussetzung zur Reinigung in Waschanlagen möglichst bündig in der Aussenwand liegen. Andererseits sollten die geöffneten Türen nicht das Lichtraumprofil überschreiten. Damals wurden im Wagenbau nur Flügeltüren verwendet, welche bei den Prototypen und den Vorserienfahrzeugen eingesetzt wurden. Bei den B4ü 4101–4104 ermöglichten die Platzverhältnisse den Einbau von Schiebetüren bei den ersten Serienfahrzeugen. Sie bewährten sich jedoch im Winter nicht.
Ab 1939 erschienen die mehrflügeligen Türen, die den oben erwähnten Anforderungen entsprachen. Ihre vielteilige Konstruktion erforderte jedoch einen aufwendigen Unterhalt und deren Bedienung war für die Reisenden nicht einfach. Die ab 1944 gebauten Seitengangwagen AB4ü 2801–2810 und 1111–1133 und C4ü 9691 erhielten verhältnismässig einfache zweiflügelige Drehtüren, die auch geöffnet das Lichtraumprofil nicht überschritten. Sie können als Vorläufer der Türen der Einheitswagen I und II betrachtet werden, obwohl sie für den Winterbetrieb noch verbessert werden mussten.

Bei den Prototypen wurden Flügel- türen in tiefe Nischen eingebaut.
Leichtstahlwagen mit vierflügeligen Türen
BC4ü 4826 mit dreiflügeligen Türen
Seitengangwagen C4ü 9691 mit zweiflügeligen Drehtüren

### Drehgestelle

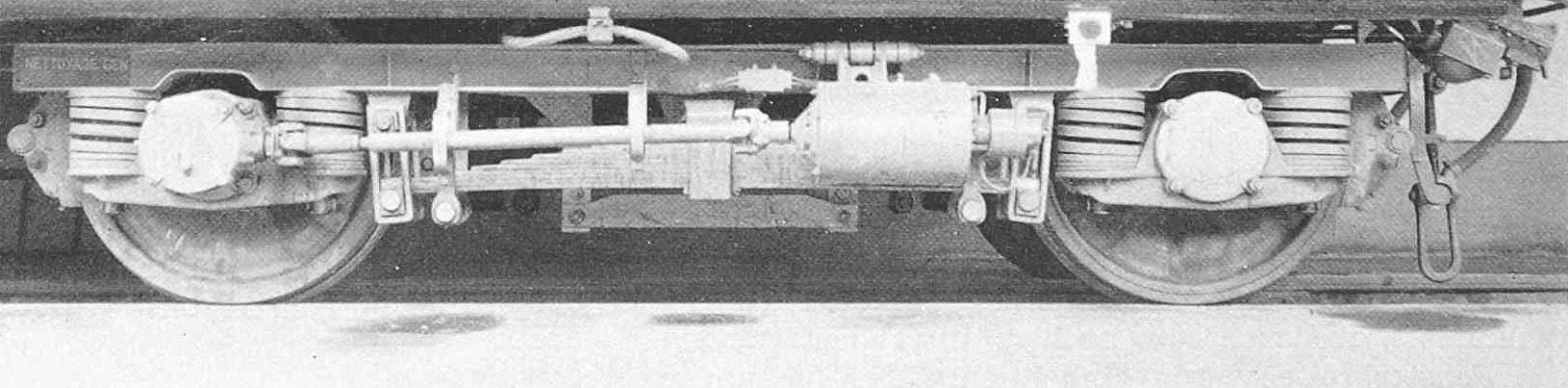
Drehgestell SWS II L mit angebauter Lichtmaschine.

Vom Prinzip her wurde die gleichen Blattfeder-Drehgestelle SWS II übernommen, das für die letzten schweren Stahlwagen Verwendung gefunden hatten. Allerdings musste auch hier eine erhebliche Massenreduktion vorgenommen werde. Entstanden ist so das Drehgestell SWS II L. Mit den nachfolgend beschriebenen Massnahmen konnte man die Masse von 5,5–6,5 auf ungefähr 3,5 Tonnen verringern:
- Drehgestellrahmen
- Drehpfanne
- seitliche Kastenstützen
- Wiegenlenker
- Bremsgestänge
- Beleuchtungsdynamo mit Kardanantrieb

Wesentlich zu Buche schlug die Verwendung von Radsätzen mit hohlen Wellen und dünneren, doppelt gewellten Radscheiben. Gegenüber den vorher verwendeten Radsätzen mit einer Masse von 1150 bis 1250 Kilogramm wogen diese nur noch 650 Kilogramm.
Aufbauend auf diesem Grundtyp wurden während der langen Bauzeit (20 Jahre) der Leichtstahlwagen weitere Drehgestelltypen entwickelt. Eine der wichtigsten Änderungen war dabei die Einführung der Torsionsstabfederung in der sekundären Federstufe. Die Anwendung der Torsionsstabfederung in der primären Federstufe hatte sich nicht bewährt und wurde deshalb nicht weiterverfolgt. Bei der sekundären Federstufe wurden teilweise auch Schraubenfedern eingesetzt.

## Einsatz
Der erste Leichtstahlwagen, ein C4ü (Drittklasswagen), wurde 1937 ausgeliefert, die serienmässige Auslieferung erfolgte 1939. Die meisten dieser Wagen wurden Ende der 1940er und Anfang der 1950er Jahre gebaut. Der letzte wurde 1957 in Betrieb gesetzt. Es war ein zu den BDe 4/4 II passenden Steuerwagen für die Gleichstromstrecke Genf–La Plaine.

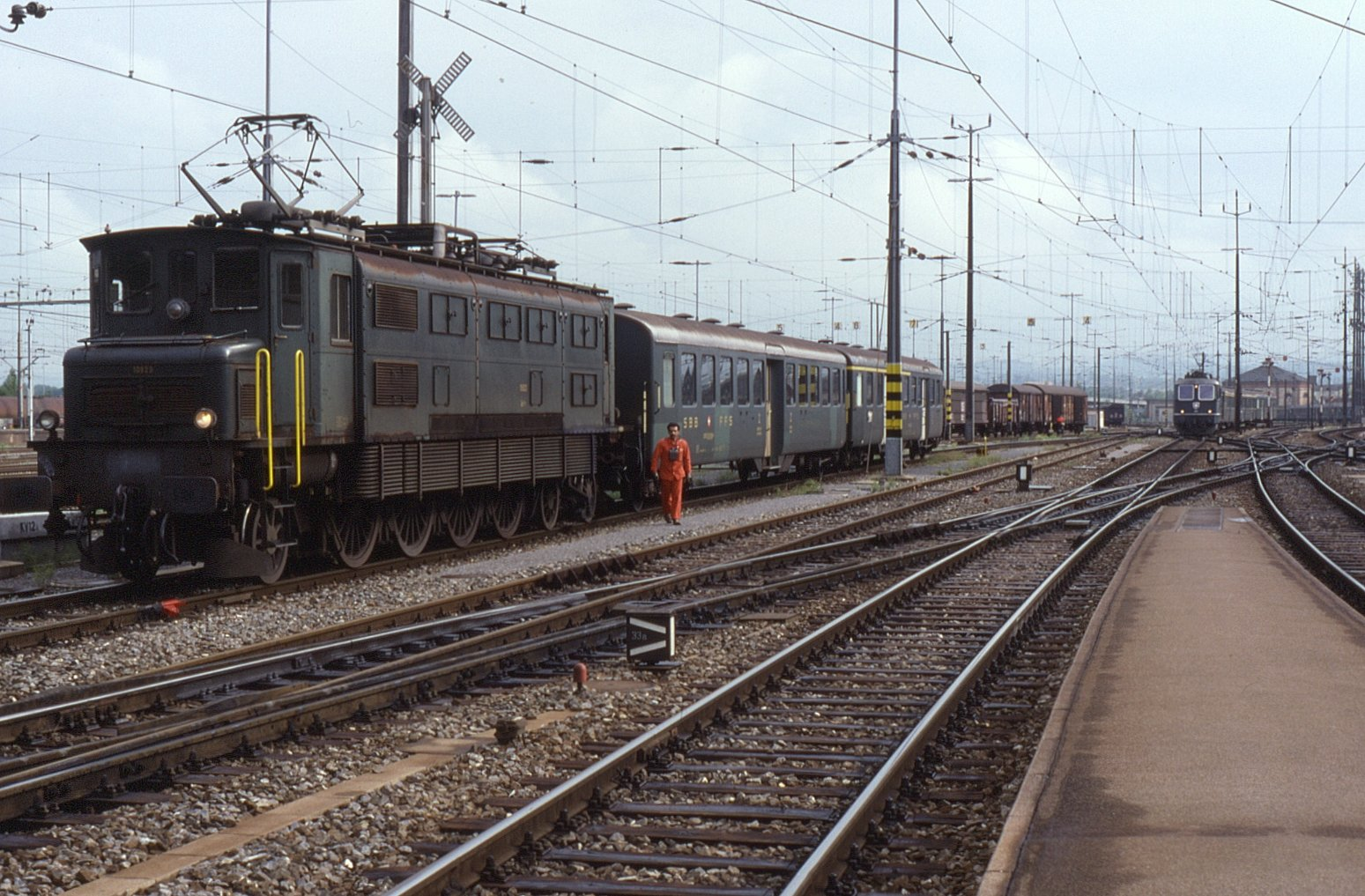
Ae 4/7 mit einem Mitteleinstiegs- und einem Leichtstahlwagen in Romanshorn.

In ihrer Blütezeit in den 1940er und 1950er Jahren bestanden die Städteschnellzüge Genf–St. Gallen aus Leichtstahlwagen und waren sehr beliebt bei den Passagieren.
Zuerst wurden diese Schnellzüge von den Ae 3/6I gezogen, deren Höchstgeschwindigkeit für diesen Zweck auf 110 km/h erhöht wurde. Die in den 1940er Jahren für diesen Zweck bestellten Re 4/4I mit einer Höchstgeschwindigkeit von 125 km/h wurden so gestaltet, dass sie mit den Leichtstahlwagen harmonisierten. Für Pendelzüge gab man den Leichtstahlwagen Triebwagen BDe 4/4 mitsamt passenden Steuerwagen.
Mit dem Aufkommen der Einheitswagen I Ende der 1950er Jahre wurden die Leichtstahlwagen in niedere Leistungskategorien verdrängt, beherrschten aber das Bild der SBB bis in die 1990er Jahre weiterhin. In den 1980er und in den 1990er Jahren gab es eine grosse Ausrangierungswelle. Als erste waren die Mitteleinstiegswagen vollständig verschwunden, diese wurden zwischen 1982 und April 1993 ausrangiert. Die letzten nicht renovierten Leichtstahlwagen fuhren bis ca. 1998 fahrplanmässig.
Heute fahren bei einigen Privatbahnen, vor allem in der italienischen Lombardei, weiterhin Leichtstahlwagen. Diese wurden jedoch renoviert und bekamen automatische Türen. Die letzten bei der Thurbo eingesetzten Leichtstahlwagen, welche auch automatische Türen, eine neue Lackierung und Inneneinrichtung bekamen, wurden ca. 2005/2006 aus Altersgründen abgestellt.

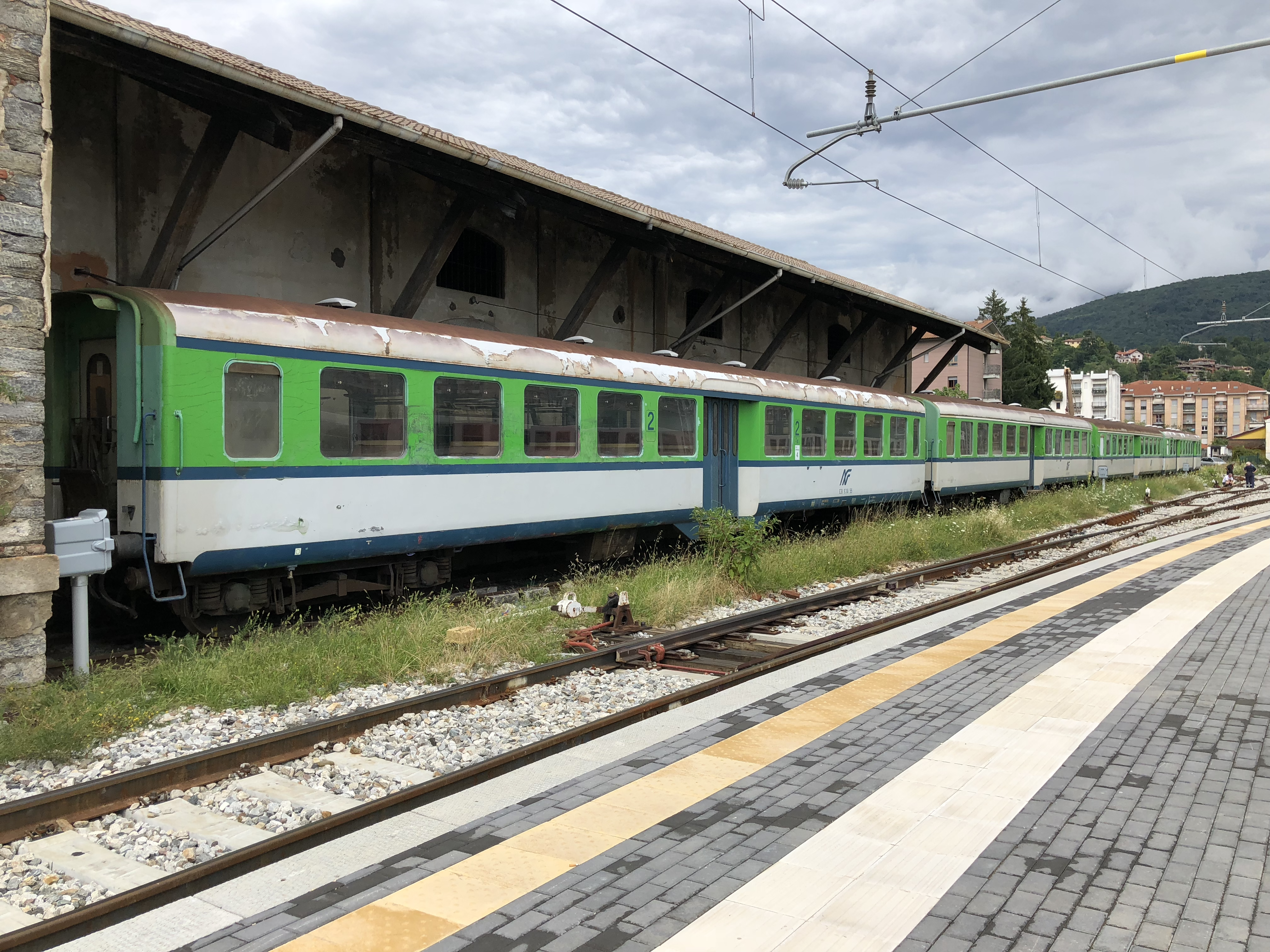
Abgestellte Leichtstahlwagen (ex-SBB) im Bahnhof Luino (I)

SBB Historic unterhält heute einen historischen Städteschnellzug mit dem C4ü-Prototyp und weiteren Leichtstahlwagen, welcher von der Re 4/4I 10001 gezogen wird.

## Wagentypen
Die Leichtstahlwagen wurden für alle Wagenklassen gebaut. Zum Zeitpunkt ihres Erscheinens waren das noch drei Klassen. Reine Erstklasswagen wurden aber nicht gebaut, sondern nur kombinierte Erst- und Zweitklasswagen (AB4ü). Neben Zweitklasswagen (B4ü) und Drittklasswagen (C4ü) gab es auch Zweit- und Drittklasswagen (BC4ü). Dreiklassige Wagen gab es hingegen nicht. Bei den ersten, 1944–1949 gelieferten AB4ü wurden die (insgesamt sieben) Erst- und die Zweitklassabteile gleich gross gebaut, was ermöglichte, vier dieser Wagen ab 1951 doch als A4ü (1101–04) einzusetzen. Die 1951/52 gelieferten AB4ü erhielten aber wieder sechs kleinere Zweitklassabteile, die zwei Erstklassabteile wurden aus Symmetriegründen nun in Wagenmitte angeordnet.

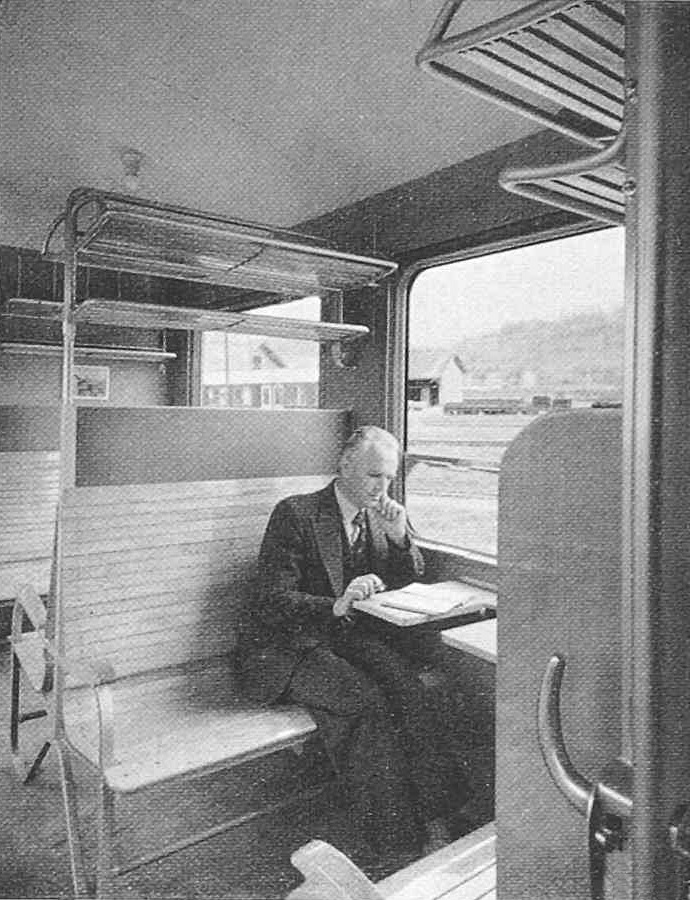
Ursprüngliches Drittklassabteil mit Holzbestuhlung.

Mit der Abschaffung der dritten Klasse auf den 3. Juni 1956 wurden die ehemaligen Drittklasswagen zu Zweitklasswagen und die Erst- wie auch Zweitklasswagen bzw. -abteile, welche sich in der Inneneinrichtung kaum unterschieden, zu Erstklasswagen.
Leichtstahlwagen wurden auch als Steuerwagen, Speisewagen, Gepäckwagen und Postwagen gebaut.
Bei einer Mehrheit der Leichtstahlwagen befanden sich die Eingangstüren ungefähr an den Drittelspunkten, zwischen den Türen befanden sich in der Regel die Nichtraucherabteile. Bei zwei 1950 erbauten Pneuwagen waren die Einstiege genau in der Mitte angeordnet. Diese Bauart, die später als Occasionen auch bei Privatbahnen verkehrte, wurde 1953 bis 1957 für vereinfachte und rund 10 Prozent billigere Mitteleinstiegswagen verwendet. Er wurde nur als Drittklasswagen gebaut. Sie bildeten mit 210 Fahrzeugen die zweitgrösste Serie von SBB-Leichtstahlwagen.
→ Hauptartikel: Abschnitt Bauart SBB 1953–1957 im Artikel Mitteleinstiegswagen (Schweiz, Normalspur)
Die ersten Drittklass-Leichtstahlwagen (C4ü) erhielten ihre Polsterung erst bei der ersten Hauptrevision, bis dahin war die dritte Klasse wortwörtlich die «Holzklasse» gewesen. Sie hatten dann braune Kunstlederpolsterungen, spätere hatten diese schon ab Werk. Die roten/grünen Polsterungen für Raucher-/Nichtraucherabteile nach dem Vorbild des Einheitswagen II erhielten die Wagen erst bei ihrer zweiten Hauptrevision in den 1970er Jahren.
Es gab auch Leichtstahlwagen mit offenen Plattformen, die durch die BLS-Gruppe, die Bodensee-Toggenburg-Bahn und andere Privatbahnen beschafft wurden. Aus Massegründen beschafften auch die SBB leichte Wagen mit offenen Plattformen für den Einsatz auf der Seetallinie. Dies waren aber keine Leichtstahlwagen, sondern Plattformwagen mit einem Wagenkasten aus Aluminium, der nicht selbsttragend war und deshalb durch ein Sprengwerk gestützt wurde. Mit dem Fahrplan 1982 wurden diese Wagen abgezogen und bis ca. 1984 nur noch als Verstärkungswagen eingesetzt.

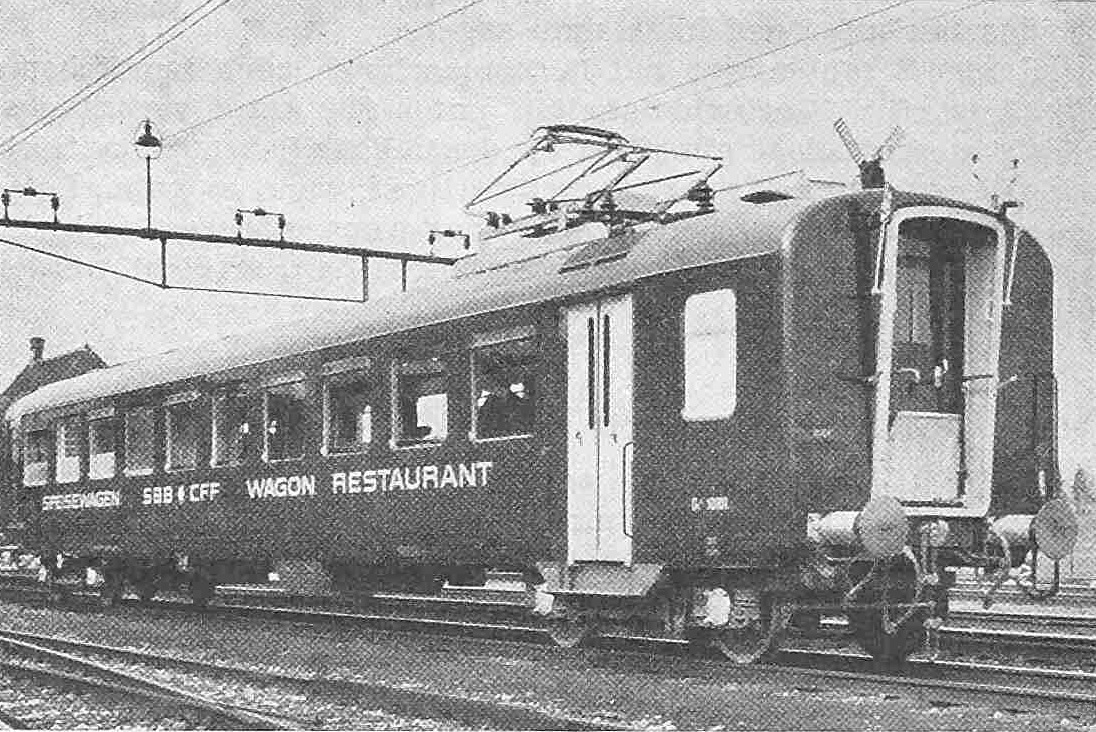
Leichtstahlspeisewagen Dr4ü
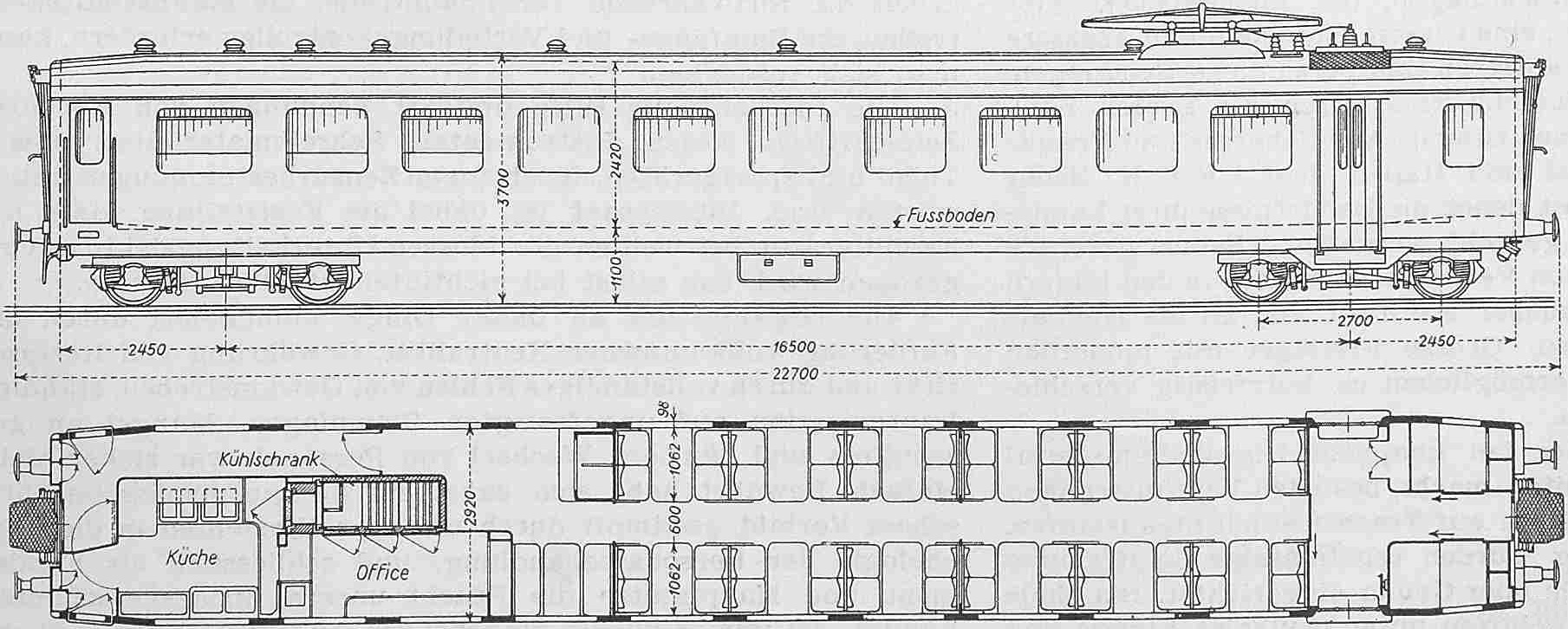
Typenskizze des Leichtstahlspeisewagens
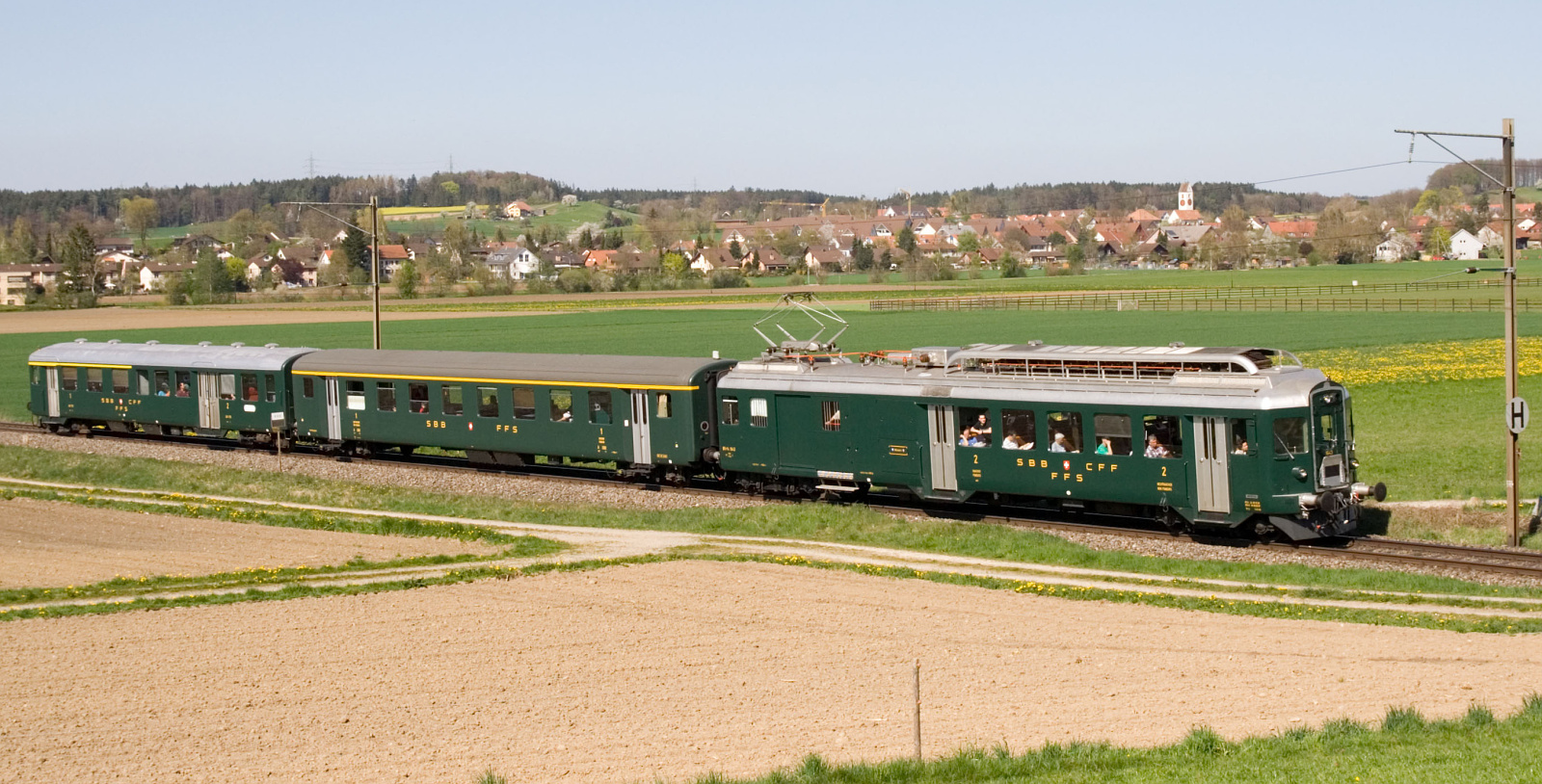
Pendelzug mit BDe 4/4, EW II-Zwischenwagen und Leichtstahl-Steuerwagen.
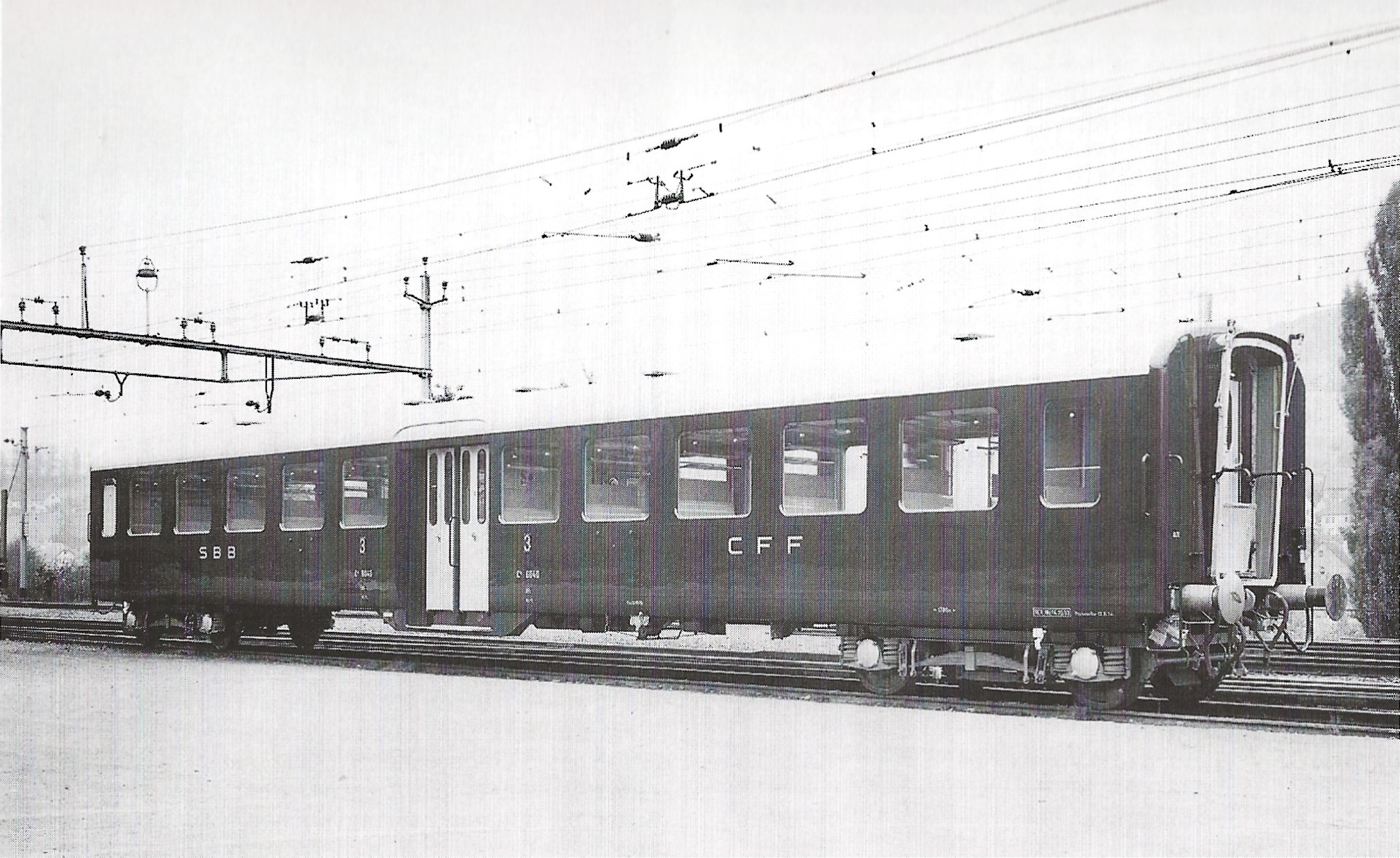
Mitteleinstiegswagen C4ü 6040 im Ablieferungszustand 1956

## Leichtstahlwagen für den internationalen Verkehr

RIC-Erstklasswagen A 51 85 17-40 112-2, Seitengangseite

RIC-Liegewagen Bc 51 85 59-80 000-9

Die SBB übernahmen für den internationalen Verkehr im Jahr 1954 einen RIC-Wagentyp, der sich bereits bei der Bern-Lötschberg-Simplon-Bahn (BLS) bewährt hatte. Die BLS beschaffte solche Wagen schon 1950 (A 17-40 030–039), 1955 (A 17-40 040–041), 1956 (B 29-40 050–053) und 1963 (B 29-70 054–057). Die Seitengangwagen verfügten über Einstiege an beiden Wagenenden und waren für den Betrieb mit Dampfheizung und für elektrische Heizung mit den vier in Europa üblichen Heizspannungen 1500 und 3000 Volt Gleichspannung, 1000 Volt 16-⅔-Hertz-Wechselstrom und 1500 Volt Wechselspannung mit 50 Hz ausgerüstet. Die Wagen wiesen jedoch kein Dienstabteil auf, wo man das Bettzeug hätte verstauen können. Die Flotte umfasste 20 Erstklass- und 30 Zweitklass-Sitzwagen.
Weitere 30 Fahrzeuge Bc4ü wurden als Liegewagen gebaut. Das kleine c (couchette, franz. für Liegewagen) weist auf die Verwendung hin. In den einzelnen Coupés konnten die Sitzplätze für die Reise während der Nacht in 54 Liegeplätze umgeklappt werden.  Die türkische TCDD beschaffte 1961 ebenfalls sechs solcher Wagen mit der Bezeichnung AB 1341–1346. Am Ende ihres Einsatzes in der Schweiz wurden einige SBB-Wagen zu Hupac-Begleitwagen hergerichtet. Die Erstklasswagen der BLS mit weichen Polstersitzen gelangten nach Nordkorea, wo sie ab 2002 für Züge an die chinesische Grenze in Hyesan eingesetzt wurden.

## Trivia
- Neben gewöhnlichen Glühbirnen für die Innenbeleuchtung (nicht Leuchtstoffröhren) hatten die Leichtstahlwagen älteren Jahrgangs auch dunkelblaue Leuchten. Diese wurden anlässlich des Zweiten Weltkrieges eingebaut, damit Züge von der Luft aus schwierig zu entdecken waren. Sie wurden nie entfernt, so dass man noch in den 1990er Jahren diese «Kriegsausrüstung» bewundern konnte.
- Auf Grund von Wagenknappheit mussten die für heutige Verhältnisse lauten und unbequemen Leichtstahlwagen bisweilen auch in den 1990er Jahren Schnellzugsleistungen übernehmen. Als Gegenleistung durfte man manchmal mit einem Zweitklassbillet auch Erstklassabteile benützen, die im Gegensatz zur zweiten Klasse (notabene der damaligen dritten Klasse) aussergewöhnlich bequem waren. In Ermangelung an modernen Speisewagen mussten die damals 50-jährigen Leichtstahlspeisewagen Mitte der 1990er Jahre sogar in den Eurocity-Zügen Zürich–München eingesetzt werden[5].
- Auch auf der Verbindung Zürich–München wurden Leichtstahlwagen eingesetzt, die zu diesem Zweck mit einer zusätzlichen Dampfheizung ausgestattet worden waren (es gibt nicht wenige Bilder mit Lokomotiven der bayerischen Reihe S 3/6 vor Zügen aus Schweizer Leichtstahlwagen im Allgäu). Der Grossteil der Leichtstahlwagen mit Mitteleinstiegen (50 85 20-39 000–149) war mit einer zusätzlichen Heizung für 3000 Volt Gleichspannung ausgerüstet, sodass sie auch nach Italien verkehren konnten. In diesem Zusammenhang ist auch zu erwähnen, dass die Ae 6/6 11501–520 und die Prototyp-Re 6/6 so ausgerüstet worden waren, dass sie auch Züge aus italienischen Inlandswagen mit Heizstrom versorgen konnten; dazu war bei den Prototyp-Re 6/6 11601–11604 eine zweite Heizsteckdose für 3000 Volt Wechselspannung vorhanden.[6]
- Zwei Wagen erhielten bei Auslieferung Pneureifen, nachdem die Rorschach-Heiden-Bergbahn in der Hoffnung, fortan auf Zahnräder verzichten zu können, schon entsprechende Versuche mit einem Automobil, später mit einem Schienenbus-ähnlichen Fahrzeug unternommen hatten. Die pneubereiften Wagen hatten pro Drehgestell fünf bzw. vier Achsen und wurden in Städteschnellzügen eingesetzt. Sie bewährten sich jedoch bei höheren Geschwindigkeiten nicht und wurden zunächst auf der steigungsreichen Strecke Vevey–Puidoux-Chexbres eingesetzt und erhielten später Drehgestelle mit Stahlrädern. Der Zweitklasswagen wurde nach einem Unfall zu einem Dienstwagen umgebaut (bahnärztlicher Dienst), der Erstklasswagen verkehrte auch in seinen letzten Betriebsjahren wieder auf Steilstrecken, nämlich in Pendlerzügen Einsiedeln–Zürich.
→ Hauptartikel: Pneuwagen (SBB)

## Technische Daten
Die neunte bis elfte Stelle der UIC-Wagennummer hat bei den SBB folgende Bedeutung:
- ab 500: Wagen mit Vielfachsteuerleitung
- ab 900: Steuerwagen
- 000–499: andere Reisezugwagen

| Bezeich- nung | Betriebsnummer             | Betriebsnummer              | Betriebsnummer                                                | Sitz- plätze | Länge über Puffer | Eigen- gewicht | Hersteller Baujahre          | Bemerkung                                                                   | Bild |
| Bezeich- nung | ursprünglich               | ab 1947/50                  | 1967/70 (UIC-Nummer)                                          | Sitz- plätze | Länge über Puffer | Eigen- gewicht | Hersteller Baujahre          | Bemerkung                                                                   | Bild |
| ------------- | -------------------------- | --------------------------- | ------------------------------------------------------------- | ------------ | ----------------- | -------------- | ---------------------------- | --------------------------------------------------------------------------- | ---- |
| A             | AB4ü 2801–2810             | AB4ü 1101–1133              | 51 85 17-33 000–005, 50 85 17-30 000–002, 50 85 17-33 008–032 | 42           | 22,7 m            | 28–29 t        | SIG 1944–1949                | Ab 1956 Erstklasswagen; mit Seitengang, ab Nr. 1134 nur im mittleren Abteil |      |
| A             | B4ü 4101–4123              | B4ü 2201–2280               | 50 85 18-33 100–141                                           | 48           | 23,7 m            | 28 t           | SWS 1937–1952                | Erstklasswagen                                                              |      |
| AB            | BC4ü 4811–4830             | BC4ü 3701–3810              | 50 85 38-33 000–099, 50 85 38-33 500–509                      | 55           | 22,7 m            | 27–28 t        | SWS 1940–1955                | Erst-/Zweitklasswagen                                                       |      |
| ABt           | 1952–1954: ABt4ü 951–970   | 1959: ABt4ü 1701–1720       | 50 85 37-03 900–919                                           | 56           | 22,7 m            | 29 t           | SWP 1952–1954                | Steuerwagen mit Erst- und Zweitklassabteil                                  |      |
| ABt           | 1956/57: ABt4ü 981–982     | 1959: ABt4ü 1801–1802       | ab 1987: Bt 50 85 29-07 900–919                               | 67           | 23,5 m            | 30 t           | SWS 1956–1957                | Steuerwagen passend zu BDe 4/4 II für Gleichstrom- strecke Genf–La Plaine   |      |
| ABt           |                            |                             | ab 1974–1978: 50 85 38-33 930–937                             | 55           | 23,18 m           | 29 t           | Umbau: HW Zürich 1974–1978   | Steuerwagen, umgebaut aus 50 85 38-33 502–509                               |      |
| B             | C4ü 9601–9647              | C4ü 5301–5715               | 50 85 29-30 500–503, 50 85 29-33 001–349, 50 85 29-33 500–559 | 72           | 22,7 m            | 25–29 t        | SWS, SIG, SWP, FFA 1937–1954 | Zweitklasswagen                                                             |      |
| B             | C4ü 9691                   | C4ü 5001                    | 50 85 29-33 000                                               | 72           | 22,7 m            | 29 t           | SIG 1944                     | Zweitklasswagen mit Seitengang                                              |      |
| B             | 1953: C4ü 6901–6906        | 1959: C4ü 5721–5726         | 50 85 29-33 350–355                                           | 88           | 23,7 m            | 27 t           | SWS 1953                     | Zweitklasswagen, bis 1962 mit Trambestuhlung                                |      |
| B             | C4ü 6001–6210              | 1959/61: B4ü 5751–5960      | 50 85 20-33 000–059, 50 85 20-33 000–149                      | 80           | 23,7 m            | 25–26 t        | SWS, SIG, SWP, FFA 1953–1957 | Zweitklasswagen mit Mitteleinstieg                                          |      |
| B             |                            |                             | ab 1978: 50 85 27-30 500                                      | 56           | 22,7 m            | 30 t           | Umbau: HW Zürich 1978        | Zweiklass-/Heizwagen für Genf–La Plaine, umgebaut aus B 50 85 29-30 503     |      |
| B             |                            |                             | ab 1988: 50 85 82-33 500–501                                  | 32           | 22,7 m            | 29 t           | Umbau: HW Olten 1988         | Zweiklass-/Velowagen, um- gebaut aus B 50 85 29-33 613 und 646              |      |
| BD            |                            |                             | ab 1989: 50 85 82-33 550–551                                  | 52           | 22,7 m            | 25 t           | Umbau: HW Olten 1989         | Motorradtransportwagen, umgebaut aus B 50 85 20-33 034 und 031              |      |
| BDt           | 1952: CFt4ü 961            | 1959: BFt4ü 1990            | 50 85 82-33 900                                               | –            | 22,7 m            | 29 t           | SIG 1948                     | Steuerwagen mit Gepäck- und Zweitklassabteil                                |      |
| Bt            |                            |                             | ab 1980–1981: 50 85 29-33 900–902                             | 68           | 23,38 m           | 31 t           | Umbau: HW Zürich 1980–1981   | Steuerwagen, umgebaut aus 50 85 29-33 567, 223 und 217                      |      |
| A RIC         |                            | A4ü 2081–2100               | 51 85 17-80 100–119                                           | 42           | 23,1 m– 23,7 m    | 32–37 t        | 1954                         | Erstklasswagen für internationalen Verkehr                                  |      |
| B RIC         |                            | B4ü 5121–5150               | 51 85 29-80 100–129                                           | 72           | 23,1 m– 23,7 m    | 32–37 t        | 1956/57                      | Zweitklasswagen für internationalen Verkehr                                 |      |
| Bc RIC        |                            | Bc4ü 5151–5180              | 51 85 59-80 000–029                                           | 72           | 23,1 m– 23,7 m    | 32–37 t        | 1960/61                      | Liegewagen für internationalen Verkehr                                      |      |
| D             | F4ü 18901–18988            | F4ü 18850–18999             | 50 85 92-33 050–176, 50 85 92-33 500–519                      | –            | 18,4 m            | 22 t           | SWS, SIG, FFA 1938–1955      | Gepäckwagen                                                                 |      |
| Dt            | 1955: Ft4ü 991–993         | 1959: Ft4ü 1991–1993        | 50 85 92-33 900–902                                           | –            | 18,4 m            | 24 t           | SIG 1955                     | Steuerwagen mit Gepäck- abteil                                              |      |
| DZ            | FZ4ü 19151–19158           | FZ4ü 19151–19160            | 50 85 91-33 500–509                                           | –            | 20,4 m            | 24–25 t        | SWS 1938–1955                | Gepäck-/Postwagen                                                           |      |
| DZt           | 1955: FZt4ü 999, 995       | 1959: FZt4ü 1994–1995       | 50 85 91-33 900–902                                           | –            | 18,4 m            | 25 t           | SIG 1955                     | Steuerwagen mit Gepäck- und Postabteil                                      |      |
| WR            | Cr4ü 10001, Cr4ü 9602–9605 | 1938–1941: Cr4ü 10001–10005 | 50 85 88-33 000–004                                           | 52           | 22,7 m            | 29 t           | SWS 1937                     | Buffetwagen                                                                 |      |
| WR            | Dr4ü 10101–10115           | Dr4ü 10101–10126            | 50 85 88-33 100–015, 50 85 88-33 500–508                      | 52           | 22,7 m            | 32–33 t        | SWS 1944–1953                | Speisewagen                                                                 |      |